# American Pie Presents: The Naked Mile
American Pie Presents: The Naked Mile (en español: American Pie: La milla al desnudo en Latinoamérica y American Pie presenta: Una fiesta de pelotas en España) es una película estadounidense dirigida por Joe Nussbaum, escrita por Erik Lindsay y basada en los personajes creados por Adam Herz, estrenada en 2006. El evento descrito en la película como "la milla al desnudo" está basado en un evento real organizado anualmente por los estudiantes de la Universidad de Míchigan hasta 2004.

## Argumento
Erik Stifler (John White) tiene una situación complicada por el apellido que lleva. Es primo de Steve y Matt Stifler y es quizás el único Stifler a punto de graduarse virgen de la escuela secundaria. La película empieza con Erik fingiendo una enfermedad para que pueda quedarse en casa y masturbarse. Por desgracia, justo cuando está a punto de eyacular, sus padres y abuela inesperadamente entran y son golpeados con semen de Erik y después su abuela muere de un ataque al corazón. El papá de Erik dice que, como un Stifler, su hijo debe tener relaciones sexuales en vez de masturbarse. Su novia desde hace dos años, Tracy (Jessy Schram), lo ama, pero no está lista para el coito. Tracy decide tener relaciones sexuales, llama a Erik y quedan en verse en el sótano de su casa, Erik llega y cuando Tracy le está colocando un condón para comenzar la acción, el papá de Tracy baja al sótano a beber un trago y Erick se esconde dentro de la secadora, se aterra y hace sus necesidades ahí, para luego salir corriendo desnudo hacia la calle con una media panty en la cabeza y completamente desnudo. Su primer intento va muy mal y ella se retira para volver a intentarlo otro día.
Los amigos de Erik, Cooze (Jake Siegel) y Ryan (Ross Thomas), planean un viaje para visitar al primo de Erik, Dwight Stifler (Steve Talley), en Míchigan durante un evento conocido como “la carrera desnuda”. Tracy ve esto como una oportunidad para dar a Erik un "pase libre de fin de semana sin culpa", con la esperanza de que pueda saciar su lujuria y tener relaciones sexuales y sacarlo de su sistema, ya que ella no está lista.
Erik y sus amigos llegan al campus y son testigos de un concurso de quien beba más, donde Dwight se corona campeón del campus, pierden un partido de fútbol americano contra una dura fraternidad rival compuesta casi en su totalidad de enanos, y terminan en una pelea con los mismos enanos en varias ocasiones. Esta rivalidad se vuelve peor cuando el líder enano de la fraternidad ataca a Dwight, y acaba en el hospital. Dwight está de vuelta más tarde esa noche, cuando es el momento de la carrera.
Erik conoce a una chica en la universidad con un fetiche para los varones vírgenes, le roba un beso, un equipo de noticias capta el momento. Viendo el reportaje sobre la carrera en su casa, Tracy se siente mal y se culpa de que ella misma permitió que Erik tenga el pase libre. Sus amigas la convencen de que también pierda su virginidad antes de que vuelva. Más tarde, esa noche, Erik se da cuenta de que ama a Tracy y se va a ver a su novia. Cuando llega a su casa, el padre de Tracy dice que está en una fiesta y Erik llega a la fiesta pero Tracy se fue a una habitación, presumiblemente para perder su virginidad con su exnovio. Erik grita en la puerta del dormitorio cerrada, proclamando su amor por ella. Sin embargo, Tracy no estaba en la habitación porque había decidido que no podía seguir adelante con sus planes.
Más tarde, esa noche, Tracy y Erik deciden que deben ser el primero del otro, por lo que hacen el amor esa noche. Cuando Erik vuelve a la universidad para recoger a sus amigos a la mañana siguiente, cada uno comparte las historias de sus experiencias de la noche anterior. Los tres amigos viajan de regreso a East Great Falls.
Durante el after-party después de la carrera, Dwight conquista a Vicky (Mika Winkler), la novia de Rock (Jordan Prentice), el líder enano de la fraternidad, y ambos tienen sexo. Más tarde, Dwight envía un DVD a Rock que dice: "La venganza es una perra." Allí ve a Dwight y Vicky teniendo relaciones sexuales, y Rock termina gritando, Stifler!

## Reparto
- John White como Erik Stifler.
- Steve Talley como Dwight Stifler.
- Jessy Schram como Tracy Sterling.
- Ross Thomas como Ryan Grimm.
- Jake Siegel como Mike "Cooze" Coozeman.
- Christopher McDonald como Harry Stifler.
- Eugene Levy como Noah Levenstein.
- Jordan Prentice como Rock.
- Maria Ricossa como la señora Stifler.
- Candace Kroslak como Brandy.
- Mika Winkler como Vicky.
- Dan Petronijevic como Bull.
- Jaclyn A. Smith como Jill.
- Angelique Lewis como Alexis.
- Jordan Madley como Brooke.
- Melanie Merkosky como Natalie.
- Jon Cor como Trent.
- Alyssa Nicole Pallett como Porn Chick.
- Jessica Booker como la abuela Stifler.
- Stuart Clow como el señor Sterling.
- Joe Bostwick como el señor Williams.
- Daniel Morgret como Frankie.